# كلافهيوك (أديامان)
كلافهيوك (بالكردية: Kulaflig‏) (بالتركية: Külafhüyük)‏ هي قرية كرديّة رشوانيّة تتبع إداريّاً لمديرية أديامان في محافظة أديامان التركية الواقعة في جنوب شرق الأناضول. وبلغ عدد سكانها 490 نسمة في عام 2021.